# جین راس (بازیکن فوتبال)
جین راس (انگلیسی: Jane Ross؛ زادهٔ ۱۸ سپتامبر ۱۹۸۹) بازیکن فوتبال اهل بریتانیا است.
از باشگاه‌هایی که در آن بازی کرده‌است می‌توان به باشگاه فوتبال زنان منچستر سیتی، باشگاه فوتبال منچستر سیتی، و باشگاه فوتبال زنان منچستر یونایتد اشاره کرد.
وی همچنین در تیم‌های ملی فوتبال Scotland women's national under-19 football team و زنان اسکاتلند بازی کرده‌است.